# کوه‌های بشاگرد
کوه‌های بشاگرد رشته‌کوهی در جنوب شرقی ایران است که به صورت کمانی با امتداد شمال غربی- جنوب شرقی از بخش‌های شرقی استان هرمزگان آغاز شده و در امتداد مرز این استان با استان کرمان به سمت بخش جنوی استان سیستان و بلوچستان کشیده شده‌است. کوه بونیکن با ارتفاع ۲۱۸۵ متر، بلندترین نقطه این رشته‌کوه است و در قمست غربی رشته‌کوه بشاگرد و در شرق شهر سردشت مرکز شهرستان بشاگرد و در نزدیکی مرز سه استان هرمزگان، کرمان و سیستان و بلوچستان قرار دارد.
کوه‌های بشاگرد از افیولیت و ترکیبی از سنگ‌های آذرین مافیک تشکیل شده که نشان‌دهنده باقی‌مانده پوسته اقیانوسی قدیمی است. این رشته‌کوه در میوسن و پلیوسن و طی کوه‌زایی آلپی شکل نهایی خود را یافته‌است. کوه‌های بشاگرد در منطقه‌ای با اقلیم گرم و نیمه‌بیابانی قرار دارد.
رشته‌کوه بشاگرد در شهرستان جاسک به شکل عدد هشت قرار گرفته و دو رشته کوه نسبتاً متمایز را به نام‌های رشته‌کوه بشاگرد شرقی و رشته‌کوه بشاگرد غربی پدیدآورده است.

## محصولات
- انغوزه.
- بنه.
- آویشن.
- مرو تلخ.
- پونه.
- اسطوقدوس (گیاهی خوشبو که با چای مصرف می‌شود).
- خاکشیر.
- مرو تلخ.
- کیون.
- بادام کوهی.
- مرو خوش.